# Baccio Maineri

‘Ci vuol più talora, a far una cosa piccola che una grande.’
(Il nonno, ‘La Leggenda del Buranco’)

Bartolomeo Emanuele Maineri (Toirano, 21 agosto 1831 – Roma, 24 marzo 1899) è stato uno scrittore, giornalista, bibliotecario, docente, ufficiale telegrafico, uomo di partito e patriota italiano.

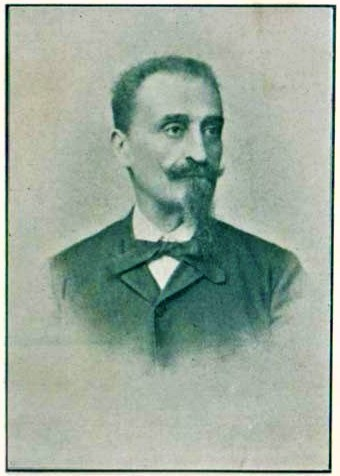
Baccio Maineri fotografato per le cartoline biografiche presentative ‘Italiani illustri’ nel 1877

Personaggio ricercato nel contesto risorgimental\indipendentista del posto e non solo, si fece rappresentante di quegli avvenimenti unificatori, promuovendoli sul territorio allora in stadio di genesi grazie alle produzioni di stampo fantasmagorico/sciovinistico (diventando oltretutto, con questo caratteristico tipo di genere letterario, tra gli anticipatori dell’odierna fantascienza in Italia) e facendosi apprezzare anche a livello cosmopolita. Infatti, fu cronista di personalità di spicco di quel tempo, tessendo con loro un'ampia rete di contatti. Fra di essi emergono Garibaldi, Mazzini e Mameli coi quali ebbe in comune l'applicazione della voce 'nazione', principio riscontrabile in molti lavori e legato in parte alla Liguria, zona di provenienza dei 4. Prese azione personalmente alla battaglia di Novara, fatto centrale della prima parte del Risorgimento, come matricola caporale della sua divisione di reparto e alle 5 giornate di Milano in qualità di sovversivo svincolato l'anno prima. I parecchi volumi che redasse nel mentre del suo avanzamento professionale di pubblicista produttivo sono ripartibili su 6 categorie-serie: attività storiche, biografiche, formative, recensioni, romanzi e novelle (molti di questi furono fatti uscire postumi). È aggiuntivamente plaudito dai suoi estimatori per essere stato uno, se non il 1mo in assoluto, dei traduttori italiani di Edgar Allan Poe e anche grazie al suo lavoro, ad averlo reso noto al pubblico nazionale.

## Anagrafica

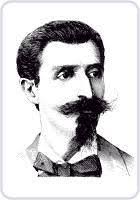
Un giovane Maineri nel corso del periodo della prima guerra d'indipendenza (1849)

Baccio nacque nell'omonima piana del centro abitativo di Toirano, da Maria Teresa Garassini e Pietro Domenico, piccoli proprietari terrieri del luogo con lontani avi rispettivamente milanesi e alessandrini delle aree di Ovada, che decisero di ritrasferirsi a ponente dopo un probabile iniziale spostamento al nord, migrazioni dovute a ragioni di conquiste belliche da parte del regno longobardo prima e di quello bizantino poi (i due cognomi sono infatti tipici della Liguria dell'ostro). Andato in pensione nel 1896, spirò tre anni dopo all'età di 68enne, a causa di una polmonite fulminante a Roma, dove soggiornava nell'ultimo periodo. 

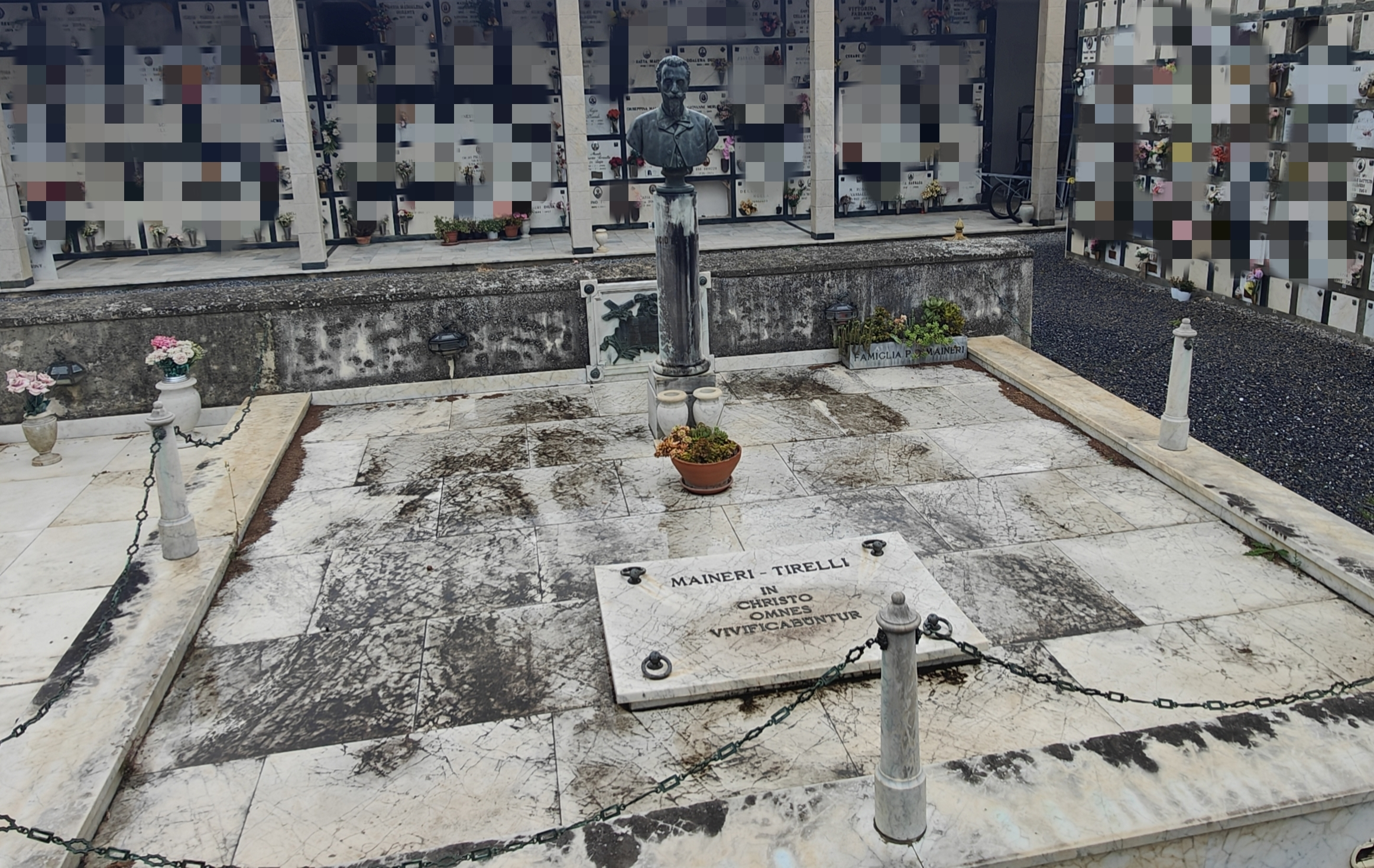
La tomba di Baccio Maineri con il busto (1910) al cimitero di Toirano

Conforme al suo desiderio, il defunto fu trasportato per via ferroviaria e tumulato nel cimitero del luogo d'origine. La città ha in futuro optato di dargli riconoscimento col tributo di una strada, una sezione omaggio dentro il museo etnografico della val Varatella e la donazione col suo nome alla biblioteca comunale. Anche a Buriasco, un comune in provincia di Torino, si trova un toponimo di regione nominatogli, probabilmente in base ai suoi trascorsi da giornalista nella metropoli.

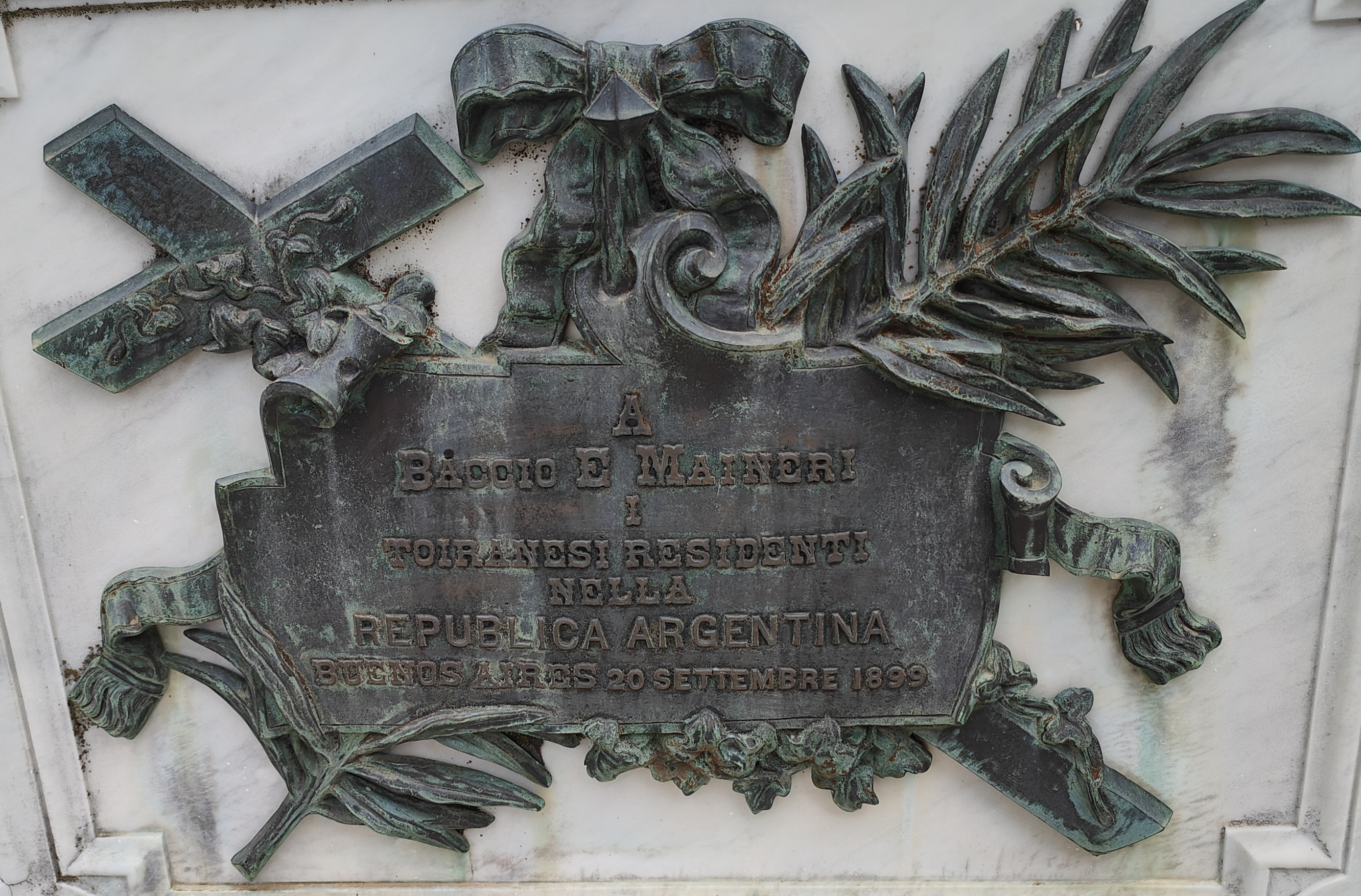
Cimitero di Toirano, tomba di Baccio Maineri: la lapide donata dai toiranesi emigrati in Argentina datata 20 settembre 1899

Secondogenito di otto figli, dopo un'infanzia felice subentrò l'educazione scolastica; frequentò un regolare corso di studi presso vari collegi di riviera: dapprima il collegio Ghiglieri di Finale Marina retto dai Barnabiti con cattedre di grammatica, umanità e retorica, poi il seminario albenganese (come alunno esterno), infine il collegio Oddo di Albenga in qualità di studente di filosofia.
Arruolatosi volontario nell'8º reggimento fanteria di Mondovì nel 1849 adempiendo così al servizio di leva obbligatorio di una volta, ne tornò ammalato dopo aver combattuto contro l'esercito imperiale austriaco nella battaglia della Bicocca, evento cruciale delle prime guerre d'indipendenza italiane.
Congedato divenne insegnante di scuola dopo aver conseguito la patente magistrale alla scuola di metodo ad Albenga e insegnò a Loano.
Poi iniziò la carriera come impiegato ai telegrafi dopo l'abilitazione ottenuta dal corso di Torino ed esercitò la professione in svariate città del nord-Italia. In virtù di questa esperienza lavorativa (incominciata per l'inclinazione nascosta su il prodigio di elettromagnetismo), guidata però da una profonda ricerca di un'occupazione più rispondente ai propri ideali, Maineri cominciò a dedicarsi allo studio e alla letteratura.

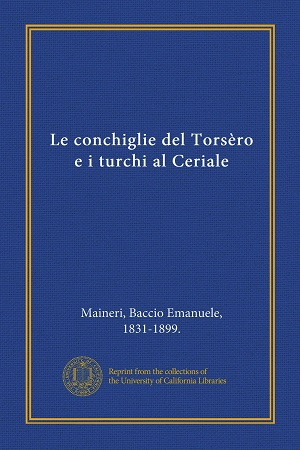
‘Le conchiglie del Torsero e i Turchi al Ceriale’ dove vengono fatti rimandi in favore dell'alveo del torrente Torsero (oggi riserva naturale) presso Ceriale e al sacco del luogo, capitato la notte del 2 Luglio 1673 ad opera di pirati tunisini e algerini

## La vocazione di scrittore e i primi componimenti
Proprio questo suo interesse nei confronti della scrittura lo portò a produrre i primi componimenti. Prima fra tutte ‘Ubaldo’, racconto rosa dedicato alla memoria della madre nel quale compaiono descrizioni di Genova e de la chiesa dell'Annunziata a Pietra Ligure. Poi ‘Lionello’ narrante la vicenda storica di questo ragazzo durante l'assedio asburgico di Venezia del 1849. Poi ancora ‘Evangelina Guerri’ riguardante gli episodi rivoluzionari in Sicilia contro i regnanti Borbonici.
Sentì fortemente (ma non immemore di quello del Manzoni) l'influsso di Guerrazzi, politico-scrittore livornese, del quale condivise i lati più bizzarri e per un periodo cercò di imitare il Poe, aiutato in questo da una fervida immaginazione, mediata però da sentimenti meno estremi e da idee manzoniane; il suo stile divenne a poco a poco più semplice, più naturale e più piano.
Nel fervore dei moti rivoluzionari fu in relazione con Garibaldi, del quale seguì personalmente i trionfi in giro per il belpaese omaggiandolo con propri scritti, e Mazzini oltre che con vari altri personaggi illustri di quell'epoca e pubblicò opuscoli divulgativi riguardanti gli attuali fatti politici, che trovarono un loro seguito di pubblico. Questi opuscoli, battaglieri e tempestivi dal linguaggio un po' magnifico, trattarono di: Napoleone Bonaparte; la scomunica di Papa Pio IX; la spedizione de i mille; ‘Giuseppe e Lina’ (novella-episodio della rivoluzione siciliana del 1848); un profilo di Rosolino Pilo, patriota siciliano; 2 composizioni encomiastiche a Garibaldi (‘L'inno di Garibaldi’ e ‘L'eremo di Caprera’) e a vostra nobiltà Vittorio Emanuele II e uno scritto sugli abitanti del Napoletano; oltre ad una nota storica sulla guerra secessionista degli Stati Uniti d'America. Questi libretti racchiudono la sua concezione politica, parente all'inizio un po' accentuata e scolastica, ma ricca di dichiarazioni di principio.
Dopo ciò scrisse opere narrative di laboratorio che si differenziarono dalle prime di carattere storico per acquistare toni più introspettivi e impressionistici: tra queste la più significativa è ‘In una valle’ resoconto di viaggi e soggiorni di timbro fantastico nel quale tocca grandi temi come la libertà, l'indipendenza, la democrazia, il registro patetico e quello malinconico e nel quale anche polemizza contro le oppressioni russe alla Polonia e alcuni critici letterari.

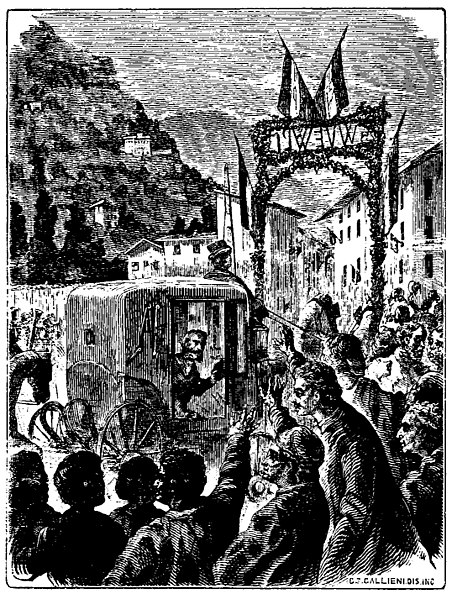
Maineri (sei da sinistra) nel mentre dell' intervento durante le cinque Giornate di Milano precedente sulla sua fase Scapigliatura

## Redattore di argomenti amministrativi e i viaggi
A fianco a quello più prettamente narrativo, si può distinguere nella sua produzione un filone pubblicistico-amministrativo.
Ad esempio recensì sopra volumi pertinenti e intervenne su problemi di categoria. Qui nello specifico, sulla rivista “Il Giovine Municipio” (cugnara del 1868 fondata dall'albese Rocco Traversa), prese le difese in favore del decentramento amministrativo, come si può notare nel servizio ‘Introduzione al 2º anno’, sostenendo inoltre altre ideologie come quelle della riforma dei consigli comunali o la contrarietà alla facoltà del governo a nominare direttamente i sindaci.
Dal 1862 al 1877 soggiornò a Milano, dove aderì al movimento della Scapigliatura. Ebbe contatti con molti personaggi noti che vi appartenevano, coi quali strinse intensi legami di amicizia, in particolar modo con Cletto Arrighi, uno dei fondatori chiave che coniò questo termine e Ugo Tarchetti e Stefano Canzio perché prossimi di domicilio. Con loro s'imbatté attivamente nelle discussioni sui grandi temi culturali, letterali e soprattutto politici dell'epoca, come dimostrato dai servizi pubblicati su “Cronaca Grigia”, “Gazzettino” di Venezia e su svariati quotidiani milanesi e il prologo ‘L'ultimo Boja’... oltre a qualche lettera conservata nel suo archivio personale. Questo periodo, fatto di comunanze coi pensieri del gruppo (atteggiamento di frattura con la nobiltà e col passato, visione sfacciata e inquietante dello stare al mondo e dell'arte, maliziosa dissacrazione delle teorie classiche, inclinazione a soggetti macabri, ecc.), seppur mantenendo una propria identità personale, contribuì alla sua maturazione di uomo letterato e lo portò a scrivere molteplici novelle (la più significativa è ‘Ser Lampo’, racconto di natura fantastico-fenomenale) e parallelamente anche articoli di quotidiano nazionalistici, che vennero per esempio pubblicati su la “Gazzetta di Soresina” (settimanale di Cremona) e altri giornali lombardi quando risiedeva a Soresina e a Ponte (Sondrio) per il lavoro da telegrafista.
Sempre in quel lasso di tempo entrò anche in contatto con personaggi famosi della zona per il progetto di edificazione della scultura all’abate e astrologo Giuseppe Piazzi nella città di Ponte, costituendo una commissione a tale scopo non senza sollecitare l’opinione pubblica con articoli, avvisi e lettere su giornali locali e non (tutti trattati dallo stampo scientifico, recensionistico, orativo-accademico, letteristico e biografico).
Del capoluogo ambrosiano lo scrittore decise di ricordare il suo passato da insorgente sostenitore per l’autonomia dell’urbe da parte dei civili contro il dominio dei confinari austriaci nelle cinque giornate di Milano, porgendole i propri ossequi attraverso 2 composizioni della silloge ‘Lottare e Vincere’ (pubblicata poi dopo nel 1890), quando 17enne scelse liberamente di sostenervici e di partire alla volta della città meneghina, stimolato dagli impulsi di comunità e nazionalistici che in quei periodi infervoravano lo Stivale, a ricordo dei territori da liberare appartenuti un tempo ai parenti.

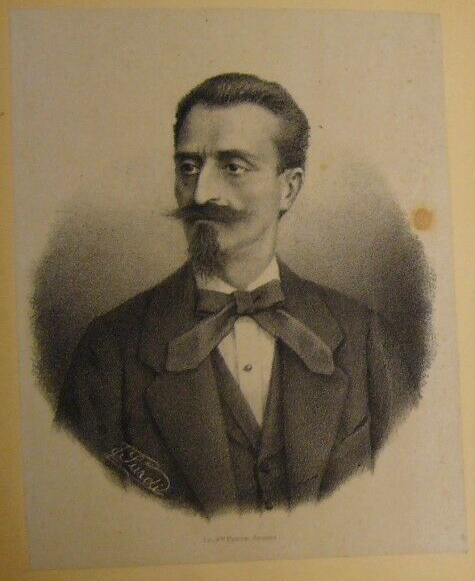
Anastatica-disegno di epoca, 1852 circa

## L'allargamento degli interessi culturali e le conoscenze
A metà degli anni sessanta dell'8cento, i già conosciuti architetto-ingegnere Carlo Mariani e genealogista-araldista G. B. Crollalanza gli presentarono lo storiografo militare francese Edouard De La Barre (1819-1893) con cui strinse amicizia. I due si scambiarono vicendevolmente alcuni dei propri scritti da poter tradurre nella natia lingua di origine (essi riguardarono la storia militare della terza guerra d'indipendenza italiana del 1866 che coinvolse l'esercito italiano Alfonso La Marmora, la Prussia, l'Austria e la Francia; più un breve saggio su Macchiavelli teorico militare). Di questi scambi rimane una documentazione di corrispondenza missiva presente nel suo archivio personale.
Quando nel 1863 introdusse il proprio secondo componimento narrativo (‘Evangelina Guerri’) Maineri affermò di aver tratto notevole ispirazione, come accennato prima, dalle opere di Guerrazzi. Le conobbe tramite i compagni più anziani o in qualche scaffale della biblioteca dei collegi e rimase suggestionato dalla sua forma di scrittura peculiare, che prendeva spunto dal pensiero romanti-modernista di George Byron, dalla dettagliata narrazione storico inventiva di Walter Scott, dall'umorismo surreale di Laurence Sterne, assieme con il nazionalismo profetico e giustiziere di Dante e Foscolo. Questi modelli vennero apprezzati anche da Maineri, che decise di applicare in gusta maniera anche ai suoi testi. Successivamente volle inviarne alcuni a Guerrazzi che dopo un'attenta lettura ne rimase piacevolmente ammirato. Iniziò così la conoscenza epistolare fra i due. Essi instaurarono un rapporto fatto di comunanze letterarie e nazional-popolari che si basava su scambi di elaborati e opinioni incentrate queste sulla finalità pedagogica della letteratura (religione, famiglia, nazione e umanità) che deve svolgere parte civile presso il pubblico, sul ruolo dell'arte per la risoluzione dei problemi della società ottocentesca, che per i due doveva essere utile e pragmatica, rifuggendo da astrazione e formalismo (in tal caso già Luigi Capuana aveva sottolineato la loro azione sciovinista e combattiva in campo letterario in ‘Per l'arte’, 1885). Dell'amico di Livorno Maineri curò 2 scritti. Poi insieme redassero il volume ‘Manzoni, Verdi e l'albo Rossiniano’, raccolta celebrativa in ricordo di Gioacchino Rossini cui furono invitati a collaborare le maggiori personalità artistiche e letterarie. Dei più prestigiosi, Verdi e Manzoni, è descritto l'incontro con loro nella villa lombarda di quest'ultimo a Brusuglio nel quale discuterono di opere inedite e del musicista in questione.
Grazie a Guerrazzi conobbe nel 1873, dopo un'iniziale corrispondenza di alcuni mesi, il politico e patriota Giorgio Pallavicino Trivulzio, in un palazzo della cittadina lodigiana di San Fiorano. Anch'egli scrittore, i primi punti d'incontro fra entrambi furono la rappresentazione della vita in stile filosofico-umanitario e la dedizione agli studi. Dopo diversi incontri basati su confronti di idee ne scaturì fuori il collettivo intento di aiuto alla causa risorgimentale. A questo proposito, essi misero insieme i propri singoli patrimoni di conoscenze come contributo da destinare ai più importanti colleghi patrioti e autorità politiche dell'epoca. Tra costoro risultano Daniele Manin, col quale fondarono la Società Nazionale (nata con l'obbiettivo di sostenere il movimento unitario gravitante attorno al Regno di Sardegna); Vincenzo Gioberti, con cui intrapresero un carteggio copioso (100undici lettere) riguardante il programma politico-sociale che secondo loro doveva essere apportato al governo per l'unità della nazione; Giuseppe Mazzini, che ricevette dai due un poderoso volume (oltre sette100 pagine) con documentazione allegata trattante l'elezione di Papa Pio IX, il Piemonte sotto l'Antico Regime e la triade costitutiva del concetto unitario per la giurisdizione del paese (Dinastia Sabauda, Chiesa, cittadinanza). Queste pubblicazioni-corporazioni incontrarono ampio riscontro nella stampa sia sotto forma di recensione che di articolo. Per esempio Francesco De Sanctis si espresse favorevolmente nei loro confronti augurando all'Italia abili scrittori come Maineri e Pallavicino.
Da Trivulzio, a Maineri venne presentato il politico-patriota un paio di volte presidente del Consiglio dei Ministri Benedetto Cairoli, con il quale instaurò un sodalizio profondo mentre soggiornava a Milano. Egli lo sostenne moralmente quando venne processato per essersi scagliato contro la letteratura naturalista, stroncando (a suo dire) un morboso e immorale romanzo edito dalla ditta Brigola di Milano, che lo denunciò. Di contraccambio Maineri lo elogiò per il suo previo intervento militare durante l'insurrezione di Roma nel 1867 e per la sua essenziale azione di presenza nello sventare il secondo attentato a sua maestà Umberto I a Napoli nel 1878 da Giovanni Passanante. In quel periodo Maineri continuava a svolgere in parallelo la professione di ufficiale telegrafico nel capoluogo orobico ma nell'intima coscienza la sua più originaria ambizione rimaneva pur sempre quella di persona di cultura, seppur nel corso della sua carriera abbia comunque preso in seria considerazione il lavoro da telegrafista, avanzando negli anni relazioni e piani di prototipi migliorativi. È proprio in virtù di questo suo spirito di adattamento che riuscì, un anno dopo, ad ottenere una mansione più attinente all'indole e alle capacità venendo trasferito da Milano a Roma a disposizione del Ministero dei Lavori Pubblici, segretario particolare dell'ufficio ministeriale, coadiutore capo-sezione della biblioteca del Ministero e in seguito direttore capo-divisione della stessa. Ciò avvenne anche grazie al non meno importante contributo di Cairoli, che decise di perorare per la sua reale inclinazione interessandosene in prima persona, caldeggiandola presso il ministro competente Giuseppe Zanardelli. Maineri, appunto, può essere considerato l'esortatore e il raccoglitore personale dei fasti della famiglia Cairoli: fu coordinatore all'inaugurazione della statua dedicata alla madre Adelaide Bono, “martire della patria coll'olocausto dei figli” (così l'epigrafe sul piedistallo), a Gropello nella Lomellina Pavese; curò una preziosa monografia sui partecipi della battaglia di Villa Glori, con particolare attenzione alla spedizione dei monti Parioli, fissandone numero e nomi con meticolosa indagine per conto del comune di Roma che lo nominò responsabile della commissione di ricerca; si rese partecipe dell'edificazione del monumento ai fratelli Cairoli scegliendo il gruppo di lavoro dello scultore, determinando la posizione sul colle Pincio, concependo le iscrizioni, rappresentando la famiglia Cairoli e i superstiti di Villa Glori alla cerimonia di presentazione sotto la presenza dell' On. Francesco Crispi (il quale consegnò nelle mani di Maineri a nome del comune di Roma, la medaglia d'oro al valor militare conferita a Benedetto, che lui depositò in seguito al comune di Gropello) col dialogo più sostanzioso; e tramandando la storia della scultura scrivendo un volumetto storico-illustrativo con la cooperazione di Laura Oliva.

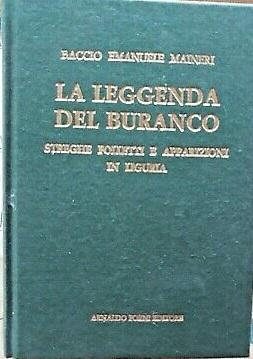
‘La leggenda del Buranco’

## L'etica nell'arte e nella letteratura
Dal 1862 iniziò il suo interesse per la questione linguistica nell'Italia pre-unitaria, che risultava ancora frammentaria per la presenza dei numerosi dialettismi regionali.
Forte della buona preparazione umanistica e grammaticale acquisita durante la scuola e gli anni di professore, nel giugno di quello stesso anno pubblicò un saggio di lingua sul settimanale nazionalista ‘Italia Letteraria’ di Roma intitolato: ‘Istruzione pubblica. Della necessità di coltivare la lingua.’ In esso, dopo una panoramica sugli idiomi parlati ne Il Tricolore, reclama il carattere autenticamente nazionale della lingua, biasimando il giornalismo, l'abuso degli esotismi e la ricerca del complicato, trattando poi della funzione scolastica e della convenienza o no del dialetto. Notò inoltre come l'unità linguistica e il progresso della consapevolezza civica e culturale rappresentino le due facce della stessa medaglia in un’unica difficoltà. Si rese anche conto di come un ruolo non secondario potesse avere l'esercito col servizio di leva. Questo metteva insieme persone di regioni e culture diverse che per comprendersi dovevano abbandonare il dialetto e tendere a una lingua comune. Così nel 1868 spedì ‘La lingua militare’ ai ministri della difesa e della pubblica istruzione dove ne parlava. Loro lo accettarono. L'autore comunque volle ragguagliare sui contenuti della proposta, in cui la salvaguardia del candore linguistico si accorda col nazionalismo e colla consapevolezza sia del progresso scientifico e tecnico, sia delle tendenze non solo nazionali ma etniche (il motivo appare almeno propositivo). Fra i rimedi raccomandati: la stesura di buoni libri di testo, sorvegliando ed incentivando con premi a concorso; le traduzioni (la scienza è infatti internazionale); nonché la familiarità dei nostri classici. Tali lavori furono svolti in collaborazione con il linguista Niccolò Tommaseo.
Nell'evoluzione letteraria di Maineri, il fantastico rappresenta una fase molto importante. È appunto la corrente narrativa che più caratterizza l'autore.
Su ‘Arundello, o l'ospizio di S. Remigio’ viene descritta la svizzera Val Poschiavo, nella quale l'autore visita un monastero disabitato che gli suscita visioni di fantasmi leggendari. In ‘Ermanno Lysch’ l'omonimo personaggio, assieme all'altro protagonista Marzio Fortiguerri sono entusiasmati dalle passeggiate sui monti e la bellezza naturalistica e trovano nell'amore di due donne delicate ma appassionate, la loro felicità perduta, rincorrendo utopie generate da una stolta filosofia e da un sentimento colluso. ‘L'ultimo Boja’... scritto sotto forma di mito per la Polonia in conflitto con la Russia, argomenta l'incontro di due anime dannate sul fiume Vistola che poi si dirigono a Mosca, una simboleggia un demone infernale e l'altra uno spirito del cielo corrotto e rappresentano rispettivamente la nazione dichiarante e la nazione subente. Nel ‘Ser Lampo’, testo sfuggente e variegato, vengono raccontate scene di esistenza paesana vissuta in omaggio alla nazione dal docente Ser Lampo (dove Maineri incarna sé stesso) e dal suo studente. Nella biblioteca, dove il fantastico si realizza nel concreto, discutono, dall'alto della loro maturità ed esperienza, di nazione, umanità, libertà, giustizia e rimanendo uguali nell'ideologia e nell'aspetto diventano nuovi per quanto riguarda forma e stile. Con ‘L'abbazia di san Lao’ e ‘Fra Galdino’ invece, lo scrittore volle ripercorrere l'infanzia trascorsa nelle scuole ecclesiastiche narrando degli insegnamenti dispensatigli.
Tutti questi libri ricevettero ottime classificazioni sia dalla parte del pubblico, sia dalla parte della critica, venendo meritevolmente incentivati da rispettabili nomi del panorama intellettual-culturale italiano, come Giovanni Verga prima e Italo Calvino poi.
Altro filone narrativo che si può individuare nella produzione letteraria di Maineri è quello verista di richiamo neoclassico.
Con ‘Verdi Anni’ l'autore decise di mettere insieme sue diverse novelle per fornire un'antologia descrivente l'esaltazione dei più nobili sentimenti che secondo lui devono essere necessari a la esperienza di percorso del vissuto delle persone: 'Ohnivak' sostiene il disprezzo verso i pregiudizi, 'I tre baggei' la giusta scimmiottatura, 'I veri eroi' il perdono delle ingiurie, 'Riccardo Spada' la riabilitazione della colpa e 'Luce. O il re delle 7 montagne d'oro' la domestica felicità. Anche ‘Lottare e Vincere’ ripropone un'altra antologia di sue novelle ma questa volta esse sono basate su il rispetto nei confronti della natura, la rilevanza del lavoro della pedagogia, il culto e velatamente il triste insegnamento nelle gesta dei movimenti rivoluzionari nella primavera dei popoli del 1848 (con una speciale cura a le 5 Giornate di Milano): 'La vera ruota della fortuna' sta ai frutti delle opere buone, 'Rinaldo Serra' alla scuola delle avversità, 'Lo scoglio di Mombrino' (promontorio sul mare a Borgio Verezzi) al nazionalismo, 'I bagni' alla coscienza del proprio obbligo morale, infine 'Dio non paga di Sabato' a il credo nel bene. Questo ha un rimando al gravissimo episodio della strage di Perugia che il governo del papa fece per volere di Pio IX alla città ribelle alla chiesa. ‘Serena Onorati S. Filomena’ invece è dedicato alla marchesa milanese Anna Pallavicino Trivulzio  (1763-1803) e tratta della relazione tra i personaggi simulati Attilio e Serena nella quale la lotta del bene è combattuta attraverso le battaglie per l'arte e per la patria. Nel romanzo s'alternano la fantasia e la storia, gli intenti civili ed estetici, la Roma antica e l'Italia moderna; vi sono rievocazioni storiche espresse con potente efficacia: scene patetiche e dolci, o terribili e cupe, o fantastiche e strane; il dialogo è sempre animato e l'affetto vi scorre in ogni parte. Lo scritto apparve quale appendice sul torinese “Il Diritto” nel 1894 e sul fiorentino ‘Corriere Italiano’ comparve in splendida edizione illustrata nel 1898.
Come da ciò citato in precedenza, ugualmente per questi libri si ottennero responsi sani e imparziali sia dalla parte del lettorato che dalla parte della critica. Ne sono una dimostrazione le recensioni beneplacite di plauso di svariati colleghi. Esempi quelle dei coetanei Edmondo De Amicis e Antonio Fogazzaro.
Maineri manifestò in più occasioni il suo pensiero etico riguardo agli ambiti della letteratura e dell'arte.
Per la prima egli era dei seguenti ideali: che essa dovesse avere come scopo quello didattico; non essere estranea alla nozione di nazione; che uno scrittore per considerarsi tale debba essere innanzitutto cittadino e che debba mirare col suo libro ad educare la mente e il cuore, sollecitando comunque l'immaginazione, di chi legge. Per la seconda invece di questi altri: l'arte deve principalmente rappresentare il vivere non come riproduzione meccanica della natura ma quale raffigurazione sensazionale e istintiva della responsabilità vitale; fare affidamento sull'ispirazione formativa, sul senso del dovere e sulla coscienza e che la bellezza nell'arte sia improntata all'esaltazione degli aspetti migliori dell'esistenza venendo studiata per la sola entità che è intesa unicamente per il lato materiale dei fatti e delle cose colla meta centrale di ritrarre l'effettivo e il buono. Tuttavia per ambedue le discipline vi è il coincidere dello stesso punto di vista dell'autore, ossia l'inscindibile rapporto tra realismo e ideologia che si esprime nel concetto in cui il reale non può mai dividersi dall'ideale, perché dalla realtà ambientale si genera e trae conclusioni la nozione di idea. Quando la seconda rimane una mera formazione mentale, senza riscontro con le effettive condizioni territoriali della prima, resta vuota o astratta: al contrario, che piaccia o no, proprio dall'abuso di strutture metafisiche e teologiche è uscito il realismo moderno come protesta e opposizione. Sia l'uno che l'altro accompagnano dalla forma esterna a quella interna lo scrittore il quale, malgrado trascenda oltre certi limiti e nonostante la potenza dell'ingegno, riesce pur sempre ad un'impresa dell'arte.

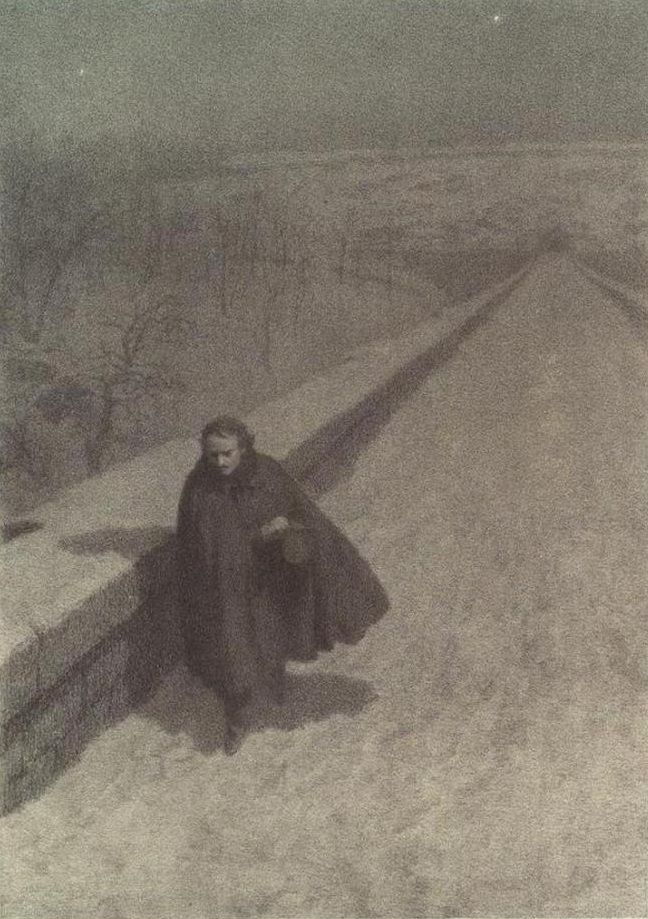
Edgar Allan Poe che, oltre ad esser stato riportato in lingua dall'autore ispirò, pure, un po' il suo modo di scrivere

## Professore
Dal 1851 al 1861 Maineri fu maestro di scuola in seconda e terza elementare maschile negli istituti loanesi dove i suoi intendimenti e criteri d'apprendimento si basavano su: una guida per l'insegnamento della lettura e modo di avviare lo scolaro al sillabario, un sunto di storia romana portato in tavole sinottiche e un commento al canto VII dell'Inferno.
In questo lasso di tempo Maineri non disdegnò di cogliere l'occasione propizia che forniva l'ambiente culturale dell'istruzione per continuare a implementare la sua produzione letteraria.
Ne ‘Il giardino d'Italia’ riporto di un viaggio ferroviario attraverso la regione Toscana, si evidenzia la varietà dei temi toccati, l'abbondanza degli episodi, la rara ricchezza dello stile; bozzetti, impressioni, pensieri e simili tessuti sulla tela di un itinerario geografico contestualmente e cronologicamente inquadrato in un denso apparato di nozioni artistiche e storiche. I contenuti del libro spaziano dagli argomenti della libertà di immaginazione e della presentazione, a quelli dei principi dell'espressione e dell'informalità della lingua. Con accurata accortezza si scansano dalla noia inserendo questo o quel personaggio, ora un aneddoto, ora un fatto di attualità e unendo l'utile al dilettevole rendono conto alla sentita necessità dell'essere in grado di spiegare per insegnare come vettore di collettiva informazione. Considerato come uno dei migliori esempi di romanzo italiano contemporaneo, fu molto ben opinato da ministri e patrioti, come documenta la ‘Lettera a B. E. Maineri’ scritta di proprio pugno da Goffredo Mameli per l'amico scrittore, pubblicata su “Il Sole” (MI) e sul ravegnano “Il Ravennate” nell'estate del 1874 e tanti di essi ne consigliarono l'acquisto per biblioteche e come libro di premio. In ‘Forza e Materia’ lo scrittore scelse di testimoniare a favore dell’ideale pedagogico denunciando la continuità e la perseveranza nel raggiungimento dell’intento. Vi sono canti, rappresentazioni, novelle, narrazioni descrittive descriventi biografie di personalità illustri-celebri, racconti fantastici, articoli d’arte e di storia riportati in forma linguistica schietta e sciolta. Ai primi 2 se ne aggiunge poi un 3° che riprende l’antica favoletta indiana di Esopo de “La tartaruga e lo scorpione”.
Questi libri risentirono altresì della direzione ingranata da parte dell'autore, volta alla formazione intellettuale del lettore. Non limitarsi cioè alla mera informazione della mente, ma alla conoscenza; non accontentarsi dell'originalità ma tendere ad essa, alla bravura, all'utile e al conveniente.
Inoltre sul finire dell'Ottocento, grazie alla scolarizzazione dovuta all'unione della patria appaiono nel mercato dell’editoria, in forte sviluppo, 2 novità prestate a rimanere fino al 1930 circa: le riviste d'avventura e le dispense, pubblicate in puntate (da 16 o 32 pagine) concepite dal principio per fornire vasta divulgazione a opere degne di nota e con la possibilità di essere rilegate una volta acquistate. Prende il via a questa maniera un filone popolare (differente da quello per esempio più erudito e complesso del Dossi) che all’inizio si lega a un pubblico adulto, per poi proporsi anche a quello più giovane durante gli anni ‘20, infine dopo il ‘30 per dedicarsi solo più ai ragazzi con storie di fantascienza. Con questo, la maggior parte degli scritti di Maineri sono da considerarsi come un grande esempio propulsore di quel periodo, grazie al peculiare connubio di fantasmatica e campanilismo che distingue la sua scrittura.

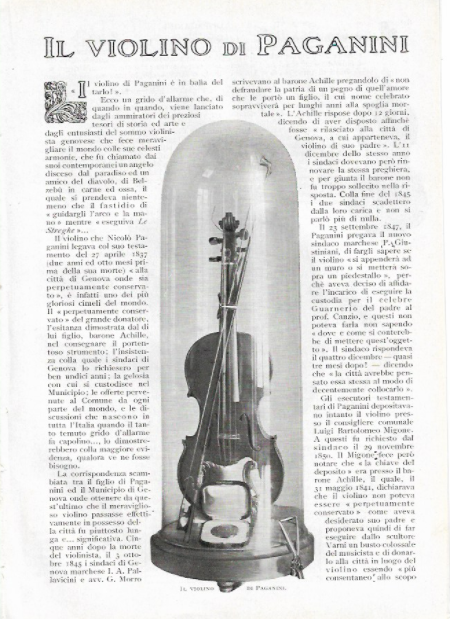
Stralcio di 1a pagina del servizio di giornale sul violino di Paganini

## Giornalista
Il carattere estroverso e l’immaginazione militante di Maineri non potevano non approdare al giornalismo, consci del suo obbiettivo e giovamento ma contemporaneamente delle sue pieghe negative.
Grazie a un vasto retroterra di nozioni il poligrafo iniziò la sua carriera da pubblicista dapprima con articoli sul giornale di Torino “Il Diritto” (tra i cui fondatori risulta anche il conterraneo Lorenzo Pareto, cui chiederà in seguito una presentazione per il suo studio sulla grotta di Verzi a Finale Ligure, visitata nel 1860) e la proseguì in successivi di altrettanta valenza culturale e su quotidiani delle varie località in cui si trovava a risiedere. Sull'iniziale, periodico che si collocava fra la stampa ‘...che riuscì a formare la coscienza della penisola affrontando con maggior coraggio le sopraffazioni dei governi stranieri, le intolleranze e i duelli delle frange politiche, della quale fu merito incontrastato il sacrifico di ogni privato interesse al sacro principio della nazione una, libera indipendente.’ (Maineri nello stesso), venne chiamato a curarne la sezione letteraria e vi pubblicò un testo divulgativo sulla lingua nazionale dedicato al prelato da Pegli Ausonio Franchi oltre a recensioni, annunci, saggi letterari e storici, interventi di marchio critico.
Col trasferimento a Soresina e a Ponte inizia la collaborazione al settimanale “La Valtellina” attiva in particolare nel 1866 e qualche cosa su “Lo Stelvio” quotidiani di Sondrio, più altri servizi con svariata frequenza su “La Provincia Cremonese”, “La Lombardia” di Eugenio Torelli (con molta probabilità poi diventato l’attuale “Corriere della Sera” di Milano) e “Il Secolo” (forse collegato in qualche maniera col suo corregionale ‘Il Secolo XIX’ di Genova) negli anni milanesi. Nel frattempo, mentre soggiornava nei comuni lombardi, incrementando conoscenze e relazioni, aumentò altresì il raggio della stampa ospitante i suoi scritti. L’etnologo torinese Angelo De Gubernatis era riuscito difatti a far rilevare a lui e al collega di Palermo Giuseppe Pitrè la rivista di scienze, lettere ed arti fiorentina ‘La Civiltà italiana’ sulla quale scrissero e pubblicarono numerose recensioni e grazie alla loro corrispondenza a distanza intervennero sui rispettivi giornali di provenienza interscambiandosi le testate.
Quando si spostò a Roma nel 1879 gli venne affidata da Policarpo Petrocchi la direzione de ‘L’Indipendente’ a fianco di Renato Fucini, periodico (spiegava Maineri editoriale) ‘.amico della verità, che intende assecondare il vero progresso e, figlio di propositi filantropici, cerca nei limiti delle proprie forze l'utile della classe contadina, tenendosi fermo a quegli onesti principi che non possono non assicurare il conseguimento di generosi intenti.’ Di grande formato, uscì mediamente 8 volte l'anno, fregiandosi anche, fra i tanti, della firma del savonese Pietro Giuria, tutte collaborazioni a titolo gratuito, senza compenso alcuno.
Maineri poi si riallacciò con “Il Diritto” nel 1882 pubblicandovi nuovamente materiale: una lettera ancora sul monumento ai fratelli Cairoli, un lungo saggio onorato di estratto sull' Associazione Letteraria Internazionale, un articolo sui nuovi bisogni della vita scolastica e 30 recensioni bibliografiche in 12 batterie. Dall'84 infatti, il proprietario e responsabile della politica estera Eugenio Popovich lo incaricava della direzione letteraria e scientifica del quotidiano: doveva curare tre appendici bibliografiche mensili, annunciare le pubblicazioni ricevute e fornire 2 articoli al mese di noti scrittori: fra questi si ricordano Felice Cavallotti, Pietro Ellero, Alfredo Baccarini, Paolo Mantegazza, Mauro Macchi, Luigi Villari. Certo all'autore era stata preavvisata la nomina e forse affidata la scelta dei collaboratori, perché già in Ottobre egli aveva reperito contatti e personalità in tal senso; sul primo numero dell'84 il toiranese manifestava appunto i propri intendimenti. Sempre in quell'anno redigé 2 grossi articoli, editi anche in estratto, su un discusso ma ben accetto poemetto di Mario Rapisardi poeta catanese (‘Il Giobbe’) e un profilo commemorativo del signore-patrizio Trivulzio e almeno una 60ina di recensioni bibliografiche. Nell'85 invece promosse le rubriche ‘Notizie Letterarie’ e ‘Notizie ed annunzii di pubblicazioni’ e anche 17 bollettini bibliografici con una 70ina di recensioni, più alcune sotto forma di articolo: per uno studio del giovane amico da Genova Federico Donaver (il considerevole ‘La Liguria e il Risorgimento’ uscito dopo però nel 1909) altre per un'importante raccolta di posta chiamata ‘Recipe a “Lettere inedite del Pellico”’, altre per le opere di Mazzini (curate da Aurelio Saffi), che aveva accettato di collaborare al giornale. Durante quell'anno meritevoli di menzione il saggio su Giordano Bruno nominato ‘Il Grande ideale del Nolano’, svariati articoli sulla funzione della stampa nonché una sostanziosa collana di articoli riguardanti gli studi, tutti interessanti a motivo del diretto rapporto di amicizia di Maineri con loro, di: Quintino Sella, Carlo Porta, Pietro Ripari, Andrea Maffei. Durante invece l'87 condivise le impressioni di un soggiorno in un castello romano sul monte Albano (potrebbe essere quello della città di Larciano), porzione appenninica che comprende le province di Pistoia, Prato e Firenze e una personale trattazione di critica su Metastasio. All'inizio dell'88 invece aveva ribadito il concetto di bello usato nell'analisi delle pubblicazioni: “..Crediamo che il bello sia lo splendore del vero; ma un bello assentito dall'universale, sanzionato cioè dalla coscienza e dalla mente dei più, il quale non esclude le manifestazioni stesse del brutto, come accidenti e accessori dacché concorrono alla splendida realtà del vero.” (questo il loro pensiero). Per il cospicuo lavoro svolto al quotidiano sabaudo ne venne, verso la fine della sua carriera giornalistica, premiato con la nomina di responsabile della sezione scientifico-letteraria.

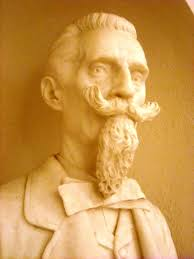
Uno dei più busti ricordativi in marmo trovabili nelle aree di sua appartenenza (questo in particolare esposto della sotto scritta biblioteca e rivoltogli da Biagio Salvatore il 1884)

## La concezione politica
Ad una personalità audace come quella di Maineri, la politica era una deduzione dei suoi atti tesi all' “evoluzione”. D'altra parte con la politica aveva iniziato, politica era la gran parte dei suoi articoli, la politica affiorava anche troppo allo scoperto nelle opere narrative giovanili come della maturità. Il nazionalismo correttamente espresso, asseriva Maineri, appare non solo legittimo, ma auspicabile essendo sentimento del proprio paese, che è poi quello riflesso dell'io nobile, candido e grande perché attua la nozione di fratellanza nella vita della collettività, fondata sui più vivi interessi, morali e materiali secondo l'indole delle tradizioni, le ragioni storiche e le leggi etiche.
Il Maineri, avendo assistito e partecipato il giusto agli episodi unificanti sull'Italia, su di ella affermava che, per la formazione di una nazione non occorrono soltanto l'identità etnica, di idioma, di usi e-o costumi, di credo e le singolarità o le occorrenze del popolo ma interviene specialmente la situazione geografica poiché senza stabile domicilio ogni qualità nascosta perde l'energia di farsi capire. E anche che il concetto di libertà è correlato a quelli di giustizia e moralità, potendo e dovendo trovare in sé stesso tutti gli argomenti necessari a superare ogni difficoltà, svolgendo cioè quei beni che formano l'essenza della sussistenza civile e la legge dell'imprescindibile progresso, basandosi sull'accordo dei veicoli, piaceri e esigenze che è situazione e contrassegno all' esistenza di una popolazione. Su tutti questi punti Maineri si trovò in approvazione reciproca col membro della Giovine Italia, patriota Domenico Ferrari oltre che col medesimo Raffaello Giovagnoli e col letterato Giuseppe Aurelio.
Nel 1881 si era dichiarato vacante il collegio di Albenga. Con le dimissioni del sindaco uscente, il prolifico scrittore garibaldino Anton Giulio Barrili, il sottoscritto, assieme al compagno senatore Giovanni Siotto Pintor spinsero per la candidatura ultramoderata dell'avvocato docente Emanuele Celesia affiancato dal concorrente di sinistra, già politico, Stefano Castagnola, sostenuto dai colleghi Filippo Ferrari e Marcello Amero D'Aste Stella; il qui presente non scese dunque personalmente in politica nell'immediato, ma quando gli venne proposta tre anni più tardi la lizza parlamentare come deputato per il mandamento di Loano e Pietra Ligure vicino a Giuseppe Berio, confermò di buon grado l'incarico.
Inoltre non mancarono da parte propria produzioni scrittorie all'insegna della sua regione perché, come lui sosteneva, ‘..ogni scrittore dev'essere della medesima storiografo e poeta insieme, cercare e conservare abitudini e tradizioni e se gli è possibile, coi più o meno scarsi strumenti che possiede, il colore.’ Difatti con ‘Ingaunia’ dedica varie pagine alla topografia dell'albenganese appassionandosi nella ricerca di glorie paesane; siti, monti, consuetudini, tutto l'autore ha cura di porre sotto l'occhio ma con disinvoltura, che invoglia a seguirlo... l'antico capoluogo: la ‘città con cento torri’. In esso si tratta il tema della coltura della mente e vengono offerti esempi e canoni da rinvigorirne il carattere ed è anche una pubblicazione che fa conoscere le paghe e i vantaggi del lavoro, che insegna i benefici della oculatezza e del risparmio, che a loro volta immettono concordia e quieto vivere. Questo libro fu recensito molto positivamente dal redattore e procuratore Giuseppe Canepa. Nel 1886 uscì un volume miscellaneo, ‘Le conchiglie del Torsero e i Turchi al Ceriale’, intitolato al ministro della pubblica istruzione Paolo Boselli, sull'importanza della storia in generale e di quello delle storie locali in particolare. La prima parte parla del bacino del Centa e del letto del fiume Torsero presso Ceriale; la seconda è un sommario di storia piratesca nel Mediterraneo come incipit al triste, seppur noto, sacco del medesimo luogo avvenuto nella notte del 2 Luglio 1637 su iniziativa piratista di Tunisia e Algeria; in quella sventurata occasione, oltre ai saccheggiamenti per il paese, vennero fatti prigionieri circa 300 persone del posto. Per ciò venne nominato cittadino onorario di Ceriale in quell'anno e il libro divenne uno dei suoi più importanti. Nel 1887, l'anno del terremoto sulla Liguria (precisamente nei paraggi di Diano Marina in provincia di Imperia) presentò un lavoro in suo ausilio, confortato a compierlo nel miglior modo; così da lasciare un perenne monumento dell'immane disastro (proposta già avanzata dal ministro dei lavori pubblici in quei giorni Francesco Genala). Favorito dalla mansione ricoperta, Maineri poté consultare la corrispondenza di sindaci delle località colpite al Ministero, nonché relazioni di commissioni e simili giuntevi in soccorso. La più imponente, presieduta dall'on. Giuseppe Biancheri ne comperò innumerevoli copie per distribuirle ai comuni del ponente. Il volume, dal titolo ‘Liguria occidentale’ rappresenta un po' il nocciolo della sua arte e del suo messaggio; il critico linguistico Francesco D'Ovidio lo descrisse come ‘...bello e buon lavoro, gratificante sotto lo scenario linguistico, non manca di varietà e virtù d'adattamento che sanno assumere vesti e movenze richieste dalle diverse circostanze del racconto (non c'è differenza, appunto, che dipinga una scena tragica colli stessi toni di una comica), un prezioso e nobile tributo alla regione. Sebbene tratti di cose del posto pur si legge, fra una tenera e cupa poesia sciolta al truce spettacolo di catastrofe, un inno di pace e di fede, innalzato con ovattato entusiasmo alla natura rinascente.’ e lo paragonò all'evidenza di colorito di Carlo Tavella e Domenico Fiasella, professionali pittori del Seicento milano-genovese. In più diventò per un breve periodo assistente del geologo Arturo Issel, con cui condusse gli scavi per le grotte di Toirano scoprendo stalattiti, stalagmiti, reperti fossili e riportando tale esperienza nel fascicolo ‘Ricerca e archeologia preistorica’.
Ulteriormente affiorabile la sensibilità di Maineri verso iniziative e comitati volti a concretizzare la consapevolezza civica e sociale del nuovo Regno, tramandando ai posteri e rammentando ai vivi la memoria di fatti e personaggi benemeriti alla nazione. Ne sono un esempio la presieduta come segretario dell'iniziativa filantropica sottoscrizione per Rocco Traversa, “martire della burocrazia”, volta a sovvenzionare la famiglia oltre che alla realizzazione di una stele dettata da egli stesso (a quest' opera meritoria contribuirono molti segretari di comuni di ogni parte d'Italia) per l'impiegato statale piemontese e l'epigrafe per i caduti della Battaglia di Dogali nel 1887, dettata su incarico della Fratellanza militare italiana e collocata nell'allora piazza della stazione Termini in Roma (questa l'introduzione: ‘…a Dogali nell'Africa fatale / contro un esercito di barbari / stette / la corte dei cinquecento / la vita immolando / all'amore della nazione lontana…’). Poi il suo influente intervento per il monumento a Giovanni Battista Piatti quale l'ideale alleato del comitato nell'opera con un saggio apposito e il contributo dato per la statua di Giordano Bruno sempre a Roma nel 1889 al relativo comitato universitario, raccogliendo offerte e soprattutto con la sua preziosa esperienza. Ancora poi nel 1892 la partecipazione alla costruzione della scultura di Giambattista Bodoni in Saluzzo in qualità di uno dei rappresentanti della stampa milanese e a nome dei giornalisti di Torino, tenendo un lungo discorso sull'interpretazione dei sensi del quarto potere e quella in veste di membro del ‘Comitato pei provvedimenti in favore del compianto patriotto Giovanni Pantaleo’, ‘reverendo de i mille’, con Garibaldi presidente onorario, che raccolse fondi in favore della famiglia, anche grazie alla biografia su di lui composta dal sottoscritto.

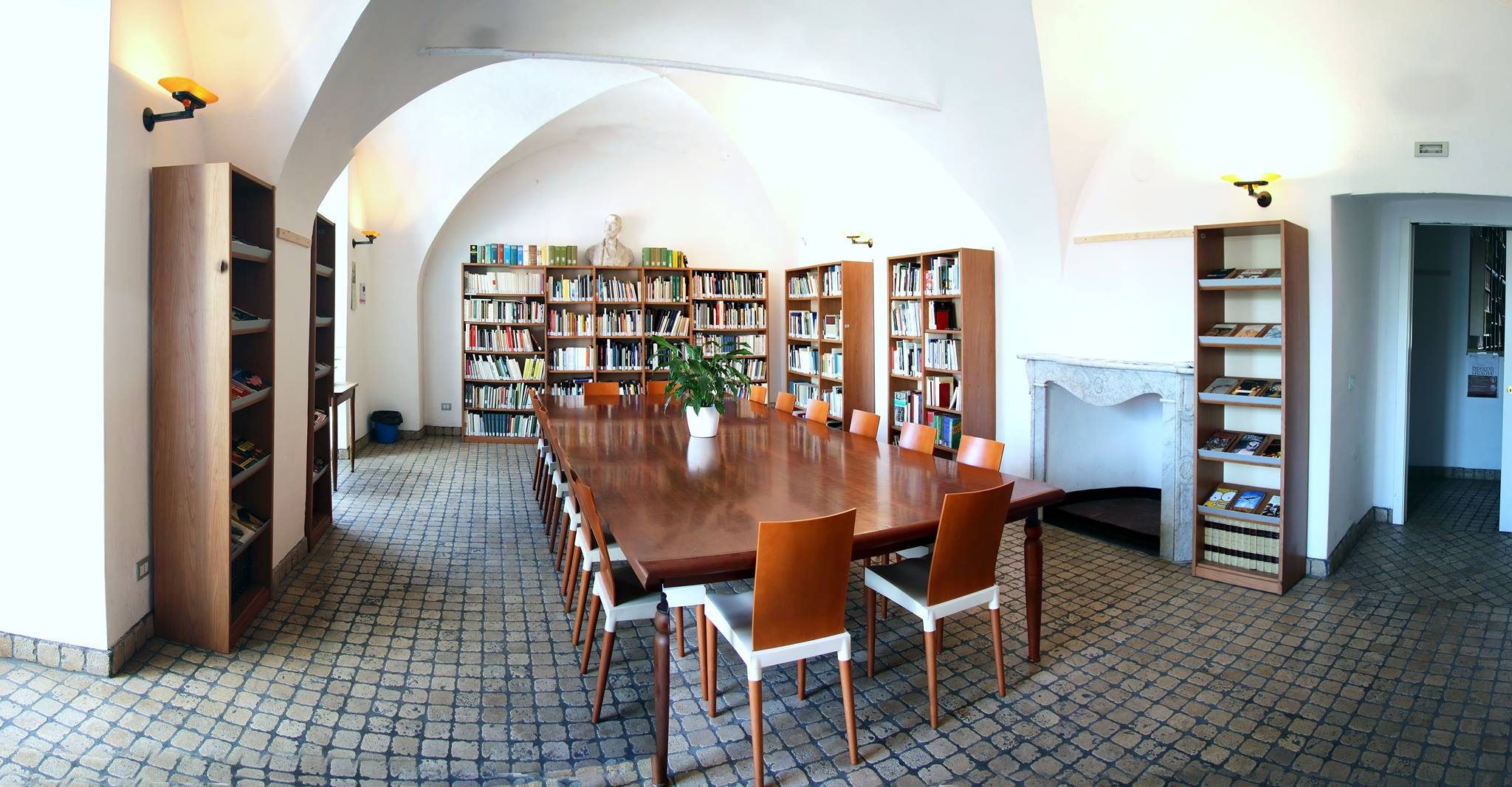
Qualcheduno degli interni nella biblioteca civica di Toirano che il municipio ha deciso di intitolare col suo nome

## Tiratura ed incidenza delle composizioni
Quanto e quale l'influsso e la rinomanza degli scritti maineriani?
Ripartendo la sua produzione negli articoli giornalistici e nei testi editi indipendenti, notiamo che i primi comparvero in prevalenza su quotidiani e periodici “democratici”, con una tiratura non elevata ma non di rado prestigiosi e autorevoli, almeno in un determinato settore dell'opinione pubblica. Nel contempo si constata un'attiva partecipazione a questo o quel foglio locale, di influenza circoscritta, ma efficacemente incisiva. Per i secondi Maineri si era formato una cerchia di lettori non troppo estesa, ma fedele, diffondendo il proprio verbo ad una qualificata e precisa fetta del lettorato e del pubblico bibliofilo nell'Italia tardo 8centesca.
A prescindere dal valore letterario, il Maineri va ricordato come un uomo onesto (il credito da lui goduto in vita si fondava su tale fama) le cui molteplici iniziative e campagne possono ritenersi un esame di coscienza dell'Italia post-risorgimentale. Non che egli abiurasse o sottostimasse il Risorgimento, anche perché fu celebratore indefesso di patrioti, scene eroiche, riti; ma rilevò la deficienza di questa rinascita politica dove non fosse accompagnata da riforme sociali, di costume e di auto-miglioramento.
Ripropose cioè sotto vesti nuove di attuare un Risorgimento più impegnativo ancora, perché inconscio, eppure essenziale per farsi accettare grazie a un'aspirazione di tutti, qualificandolo come un Risorgimento continuativo e contribuendo al conseguimento della coscienza di nazione nella collettività italiana.

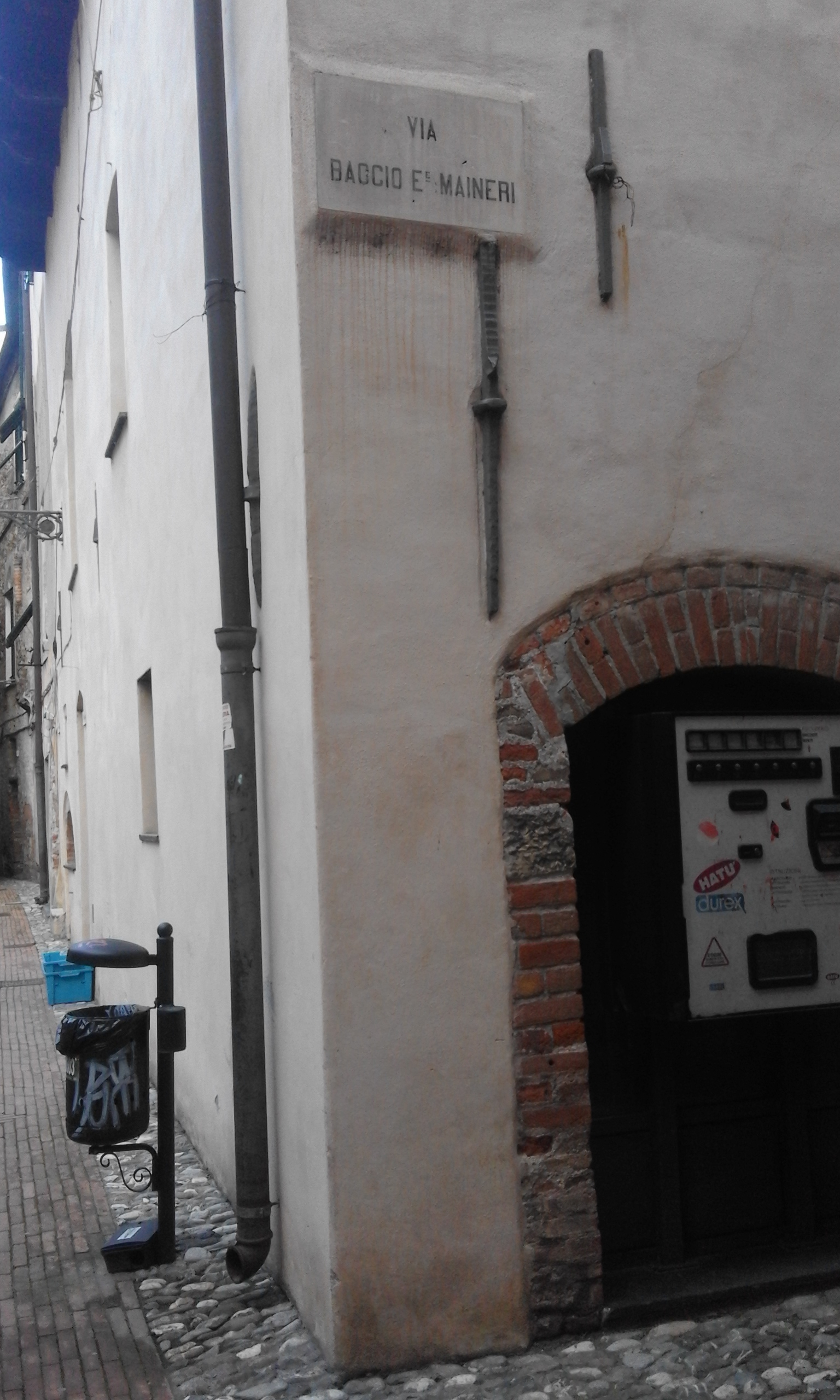
Lastra celebrativa dedicatagli per la via del centro storico di Albenga

## Opere

### Servizi di giornale
- 1mo Maggio 1894. Roma, stabilimento Antonio Civelli, 1894
- Soresina, memorie. Soresina, Tip. editrice Tonani, 1867
- Nero e Azzurro, letture amene ed istruttive. Milano, Natale Battezzati editore, 1875
- Il Diritto: appunti storici e critici. Roma, stab. A. Civelli, 1895
- Fra Giovanni Pantaleo, ricordi e note. Roma, tipografia economica, 1882
- Lionello, episodio dell'assedio di Venezia. Genova, tip. di R. De Sordo e I. Muti, 1859
- Il Sacro Drappello di Villa Glori. Roma, stab. A. Civelli, 1883
- Inaugurazione del monumento ai fratelli Cairoli: 27 maggio 1883. Roma, Bencini, 1884
- Guida manuale di Roma e de' suoi contorni. Firenze, F. e G. Pineider, 1872
- Il giardino d'Italia: peregrinazioni. Milano, Tip. Domenico Salvi e C., 1871
- Ingaunia, note liguri. Roma, Forzani e C. tip. del Senato, 1884
- Liguria occidentale, 1887-1893; gite, storia, ricordi. Roma, stab. A. Civelli, 1894
- Charitas, strenna per gli inondati. Roma, Corradetti, 1883
- Storia del comune e del comunismo in Francia: le stragi di Parigi nel 1871. Milano, Politti, 1871
- Il pensiero Italiano. Sondrio, Tip. di Brughera ed Ardizzi, 1865
- Re Carlo Alberto in villeggiatura.’ Milano, 1881

### Tomi
- Ricordi delle Alpi. Milano, Tip. Domenico Salvi e C., 1878
- Abbondio Sangiorgio. Milano, Tip. editrice Lombarda F. Menozzi, 1879
- L'astronomo Giuseppe Piazzi. Milano, Tip. Domenico Salvi e C., 1876
- Francesco Baracca, l'asso degli assi. Firenze, Bemporad, 1911
- Giuseppe Rovani, note biografiche. Torino, “La vita Italiana”, 1881
- L'abbazia di s. Lao. Firenze, ‘L'epoca’, 1876
- Fra Galdino. Roma, Politti, 1893
- Est! Est! Est! o Il vescovo beone. Torino, Luigi Roux e C., 1891
- A proposito di Stefano il Grande e di Michele il Bravo. Roma, stab. Antonio Civelli, 1886
- Lottare e Vincere. Torino, Luigi Roux e C., 1890
- Ubaldo, ossia un furto in un cimitero. Genova, tip. di R. De Sordo e I. Muti, 1857
- Goffredo Mameli, biografia. Milano, Francesco Vallardi, 1916
- Ermanno Lysch, Ser Lampo. Milano, Ed. Emilio De Marchi, 1873
- Alfredo Baccarini. Note autobiografiche con lettere inedite di Pietro Paleocapa. Roma, stab. A. Civelli, 1878
- Lettera aperta al deputato Bargoni. Milano, Pirola, 1873
- Lettera di B. E. Maineri a Giovanni Battista Piatti e Carlo Mariani. Biella, Tipografia G. Corona, 1871
- Le conchiglie del Torsero e i Turchi al Ceriale. Roma, stab. A. Civelli, 1890
- La leggenda del Buranco. Firenze, tip. di L. Franceschini e C., 1900
- Evangelina Guerri. Milano, Libreria di Dante, 1862
- In una valle, ovvero amore e fatalità. Firenze, tip. delle Muse, 1866
- Serena, o la famiglia Onorati. Torino, Fratelli Bocca Editore, 1894
- L'ultimo Boja... leggenda polacca. La Polonia e l'Europa innanzi alla coscienza e alla storia. Milano, Tip. A. Gattinoni, 1867
- Giovinezza. Milano, Tip. Bortolotti, 1878
- Adolescenza.’ Milano, Libreria editrice di educazione e distruzione di Paolo Carrara, 1876
- La voce di un morto. Genova, Emilio Lavagnino, 1869
- Santa Filomena: bozzetto del villaggio. Milano, Tip. Ludovico Bortolotti, 1871